# César Vallejo
César Abraham Vallejo Mendoza (n. 16 martie 1892, Santiago de Chuco⁠(d), La Libertad Department⁠(d), Peru – d. 15 aprilie 1938, Paris, Franța) a fost un poet peruvian. Deși n-a publicat în timpul vieții decât trei volume de poezie, el este considerat unul dintre marii inovatori poetici ai secolului XX. Întotdeauna cu un pas înaintea curentelor literare, fiecare dintre cărțile sale era diferită de celelalte și, în felul său, revoluționară.

## Biografie
César Vallejo s-a născut în 16 martie 1892 la Santiago de Chuco, Peru.
În 1913 se reîntoarce la Trujillo pentru a relua studiile de litere la Universitate. Se stabilește la Lima în 1918 și publică primul său volum de versuri. Este condamnat (pe nedrept) la închisoare și părăsește țara. Pleacă în Europa și nu mai revine niciodată în Peru. Moare la Paris la 15 aprilie 1938.

## Lucrări publicate
- „Heralzii negri” (Los Heraldos negros, 1918).
- Trilce (1922).
- Poemas en prosa (1929)
- Poemas Humanos (1937)